# Simmentalkvæg
 For alternative betydninger, se Simmental. (Se også artikler, som begynder med Simmental)
Simmental kvæg (i nogle lande kaldet for Fleckvieh) er en alsidig kvægrace, der stammer fra dalen Simme i Berner Oberland i det vestlige Schweiz.
Racen kan spores tilbage til Middelalderen. Kvægracen er med omkring 41 mio. stk. kvæg i dag verdens 3.-4. mest udbredte kvægrace. I Danmark er det den 3.-4. mest udbredte kødkvægsrace.
Simmental kvæg har historisk set været brugt som malkekvæg og kødkvæg. De er værdsatte for deres hurtige tilvækst 1,2 kg dagligt (op til 2 kg dagligt) når de er tilstrækkeligt fodret. Simmental køer producerer meget mælk.